# Lukavac (dystrykt Brczko)
Lukavac – wieś w Bośni i Hercegowinie, w dystrykcie Brczko. W 2013 roku liczyła 52 mieszkańców, z czego większość stanowili Serbowie.